# Вельки-Шариш
Ве́льки-Ша́риш (словац. Veľký Šariš, нем. Groß-Scharosch, венг. Nagysáros) — город в восточной Словакии на реке Ториса. Население — около 5,4 тыс. человек.

## История
Вельки-Шариш впервые упоминается в 1217 году, когда началось строительство Шаришского Града. С самого начала Вельки-Шариш был свободным королевским городом. В 1240-х Вельки-Шариш стал административным центром Шариша. В XVI веке из-за грозящей опасности турецких наездов крепость усилили новыми укреплениями. В настоящее время Вельки-Шариш — популярный туристический объект. В городе располагается знаменитый словацкий пивоваренный завод «Шариш».

## Население
| Год:                | 1994 | 2004     | 2014     | 2024     |
| ------------------- | ---- | -------- | -------- | -------- |
| Количество человек: | 3516 | 4468     | 5802     | 6976     |
| Разница:            |      | +27,07 % | +29,85 % | +20,23 % |

## Достопримечательности
- Замок Шаришски Град